# Suderø
Suderø är en ö i Danmark. Den ligger i Region Själland, i den sydöstra delen av landet. Ön är delvis täckt av gräs.